# Pflerscher Tribulaun

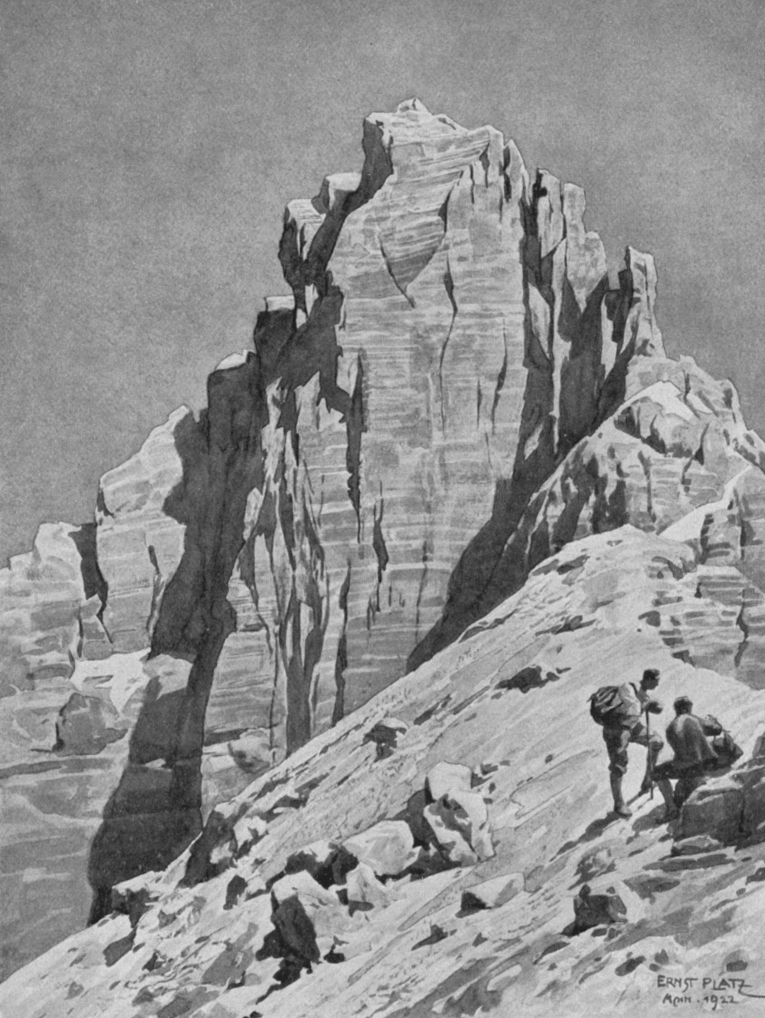
Aquarell „Der Pflerscher Tribulaun“ von Westen.
Ernst Platz, 1922

Der Pflerscher Tribulaun ist ein 3097 m ü. A.  hoher Berg in den Stubaier Alpen. Er gilt als einer der bedeutendsten Kletterberge dieses Gebirges.

## Topographie
Der Berg ist die höchste Erhebung des Tribulaunkamms, eines Abschnittes des Alpenhauptkamms. In seinem Norden liegt das Gschnitztal im österreichischen Bundesland Tirol, im Süden das zu Südtirol gehörige Pflerschtal. Im Nordwesten verläuft der Kamm hinter dem Sandesjoch weiter zum Goldkappl (2793 m), im Nordosten schließt an die Tribulaunscharte der 2946 m hohe Gschnitzer Tribulaun an. Der Pflerscher Tribulaun ist auf allen Seiten von steilen Felswänden geprägt, die zu den höchsten der Stubaier Alpen gehören. Östlich des Gipfels ist der Berg von einer tiefen Kluft gespalten, auf deren anderer Seite der etwas niedrigere Ostgipfel des Berges liegt. Einer Sage zufolge wurde diese Kluft von einem mächtigen Bergkönig in den Fels geschlagen, um einem verfolgten Bergmann Schutz zu bieten. Der König des Tales, der den Bergmann unterdrückt und verfolgt hatte, wurde zur Strafe versteinert. Aufgrund seiner gespaltenen Erscheinungsform trug der Tribulaun im Gschnitztal auch den Namen „Die Schaar“ (Die Schere).

## Geologie

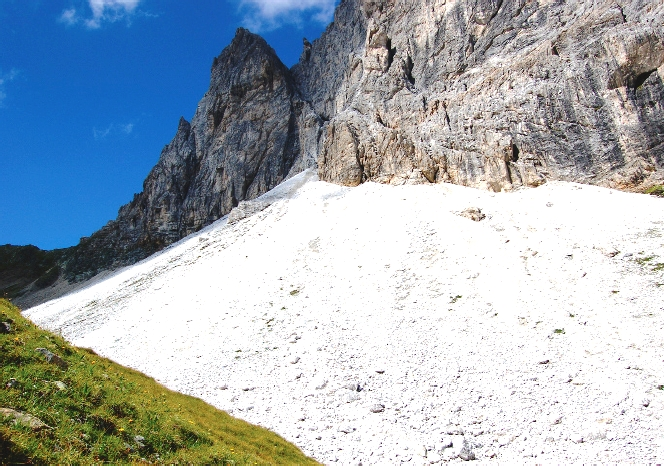
Hangschutt am Pflerscher Tribulaun, im Hintergrund das Goldkappl

Lithologische Grenze zum Hauptdolomit

Der Berg wird wie seine Nachbarberge hauptsächlich aus Hauptdolomit aus der Trias aufgebaut. Die Karbonate bilden hier eine mehrere hundert Meter mächtige Schichtabfolge, die auf einem kristallinen Urgesteinssockel aus Gneisen, Amphiboliten und phyllitischen Glimmerschiefern aufliegt. Das Gestein Dolomit wurde von Déodat de Dolomieu nicht in den nach ihm benannten Dolomiten, sondern hier in der Tribulaungruppe entdeckt.

## Wege zum Gipfel
Ausgangspunkte für eine Besteigung sind die Dörfer Gschnitz in Tirol und Pflersch in Südtirol. Stützpunkte sind die österreichische Tribulaunhütte (2064 m ü. A.) im Nordosten und die italienische Tribulaunhütte (auch Rifugio Cesare Calciati al Tribulaun, 2368 m s.l.m.) am Sandessee im Westen.
Mit einem Normalweg im Schwierigkeitsgrad III (UIAA) gehört der Pflerscher Tribulaun zu den am schwierigsten erreichbaren Gipfeln der Stubaier Alpen. Darüber hinaus ist dieser stellenweise mit Drahtseilen versicherte Weg ebenso wie auch die meisten anderen Anstiege äußerst brüchig und steinschlaggefährdet. Er führt von Gschnitz oder Pflersch zum Sandesjoch und weiter durch die Südflanke und eine südöstlich verlaufende Schlucht zum Gipfel.
Von den weiteren Anstiegen gilt der Westgrat im Schwierigkeitsgrad III+ wegen seiner verhältnismäßig guten Felsqualität als beliebter Weg. Sowohl durch die Nord- als auch die Südwand führen mehrere weitere größtenteils äußerst gefährliche alpine Kletterrouten im V. und VI. Grad. Der Ostgipfel kann vom Westgipfel (IV+), den Nordostgrat von der Tribulaunscharte (IV) und die Südwestwand (III+) sowie mehrere weitere Routen im IV. bis VI. Grad erreicht werden. Zur Scharte zwischen den beiden Gipfeln führt auch eine nordseitige steile vereiste Rinne (IV).

## Geschichte
Aus dem Jahr 1869 sind erste Besteigungsversuche durch englische Bergsteiger mit Hilfe von Schweizer Führern dokumentiert. Daraufhin wurde der Tribulaun für unbesteigbar gehalten, bis am 21. September 1872 Heinrich Waitzenbauer mit dem Gschnitzer Führer Georg Pittracher den Ostgipfel erreichte. 1874 gelang schließlich Johann Grill (der Kederbacher) mit den Münchner Touristen Georg Hofmann und Nikolaus Winhart die Besteigung des Hauptgipfels von Gschnitz aus über den heutigen Normalweg, wobei Grill und Hofmann barfuß kletterten. Der ursprünglich mit der Gruppe aufgebrochene Georg Pittracher war unterwegs zurückgeblieben. Ein Jahr später wurde der Berg erstmals von Pflersch aus erstiegen und damit der bis heute beliebteste Anstieg erschlossen.